# Jovanotti Special
Jovanotti Special è la prima raccolta di Lorenzo Cherubini, in arte Jovanotti.
Dalla traccia n.12 alla traccia n.21, i brani sono in versione strumentale.

## Tracce
1. Gimme Five (Remix) (3:42)
2. La mia moto  (Jovanotti, Claudio Cecchetto, Michele Centonze)(3:45)
3. Il capo della banda (Remix) (3:54)
4. Scappa con me (Remix) (3:27)
5. Gimme Five 2 (3:21)
6. Latino (4:11)
7. È qui la festa? (3:33)
8. Welcome (2:51)
9. Yo (2:45)
10. The Indian (3:48)
11. Walking (Remix) (3:18)
12. La mia moto (4:34)
13. Bella storia (3:35)
14. I Need You (3:33)
15. Scappa con me (2:57)
16. Stasera voglio fare una festa (3:29)
17. Spacchiamoci le orecchie (4:30)
18. Go Jovanotti Go (4:48)
19. Gimme Five 2 (4:03)
20. Vasco (4:16)
21. Gimme Five 2 (3:21)

## Tracce Vinile
Lato 1
1. Gimme Five (Remix) (3:40)
2. La mia moto (3:46)
3. Il capo della banda (Remix) (3:54)
4. Scappa con me (Remix) (3:27)
5. Gimme Five 2 (4:03)

Lato 2
1. Latino (Gino Latino) (4:12)
2. È qui la festa? (3:33)
3. Welcome (Gino Latino) (2:52)
4. Yo (Gino Latino) (2:46)
5. The Indian (Jeronimo) (3:48)
6. Walking (Remix) (3:16)